# اللجنة الدولية لشؤون المفقودين
تأسست اللجنة الدولية لشؤون المفقودين (بالإنجليزية: International Commission on Missing Persons)‏ (ICMP) من قبل مجموعة الدول السبع (G7) خلال اجتماع القمة الذي عقد في مدينة ليون الفرنسية عام 1996، وذلك بهدف المساعدة في حل مشكلة المفقودين بين عامي 1991 و1995م، في كل من البوسنة والهرسك، وكرواتيا، وصربيا والجبل الأسود. وبعد انتهاء الحرب في كوسوفو سنة 1999 م، والأزمة في جمهورية مقدونيا سنة 2001م، وسّعت اللجنة نشاطاتها لتشمل هاتين المنطقتين أيضا (حوالي 40 ألف مفقودا).
ويعتقد أن معظمهم قد فُقدوا بطرق وأساليب عنيفة، نتيجة لعمليات منهجية نفذتها الحكومات المسيطرة على السلطة في تلك المناطق آنذاك، أو قامت بها جهات أخرى باسم تلك الحكومات. واستنادا إلى المعلومات المتوفرة لدى حكومات دول المنطقة، فإن معظم هؤلاء المفقودين ليسوا في عداد الأحياء.
ويقع المقر الرئيسي للجنة في مدينة سراييفو عاصمة دولة البوسنة والهرسك، كما أن لها مكتب في مقاطعة كوسوفو.
إن الهدف الرئيسي للجنة هو مساعدة العائلات في معرفة مصير أقاربهم الذين فقدوا أثناء الصراعات المسلحة، أو الكوارث البيئية، وذلك من خلال طرق عدة تعتمد في الأساس على استخدام العلوم المتطورة والتقنيات الحديثة.
وتقدم اللجنة مساعداتها للجميع بغض النظر عن الأصول العرقية أو الدينية.
وتعتبر اللجنة المنظمة الوحيدة في العالم التي تشكلت على هذا المستوى لهذا الغرض.
وتعتقد اللجنة بأن الكشف عن مصير الأشخاص الذين فقدوا بأساليب عنيفة لايساعد فقط عائلات المفقودين في الوصول إلى أحبائهم ومعرفة مصيرهم، بل ويساهم ذلك أيضا في معرفة الحقيقة وإرساء العدالة مما يؤدي إلى تحقيق المصالحة وترسيخ السلام.
وبرغم من أن اللجنة أسست في الأصل لمعالجة مشاكل المفقودين في دول يوغوسلافيا السابقة إلا أنه ومع مرور الوقت فقد استطاعت اللجنة ومن خلال كوادرها وفرقها المتخصصة أن تكوّن خبرة متطورة هائلة في مجالات عملها مما جعلها محط أنظار العالم، الأمر الذي تثبته الطلبات التي جاءت من دول عدة لطلب مساعدات اللجنة من خلال خبرائها ومعاملها.
مساهمات اللجنة على مستوى العالم:
بالإضافة إلى ما تقوم به اللجنة منذ إنشاءها وحتى الآن بدولة البوسنة والهرسك وبعض مناطق يوغوسلافيا السابقة فإن خدمات اللجنة امتدت لتشمل:
1.	الولايات المتحدة الأمريكية:
- بسبب مستوى الجودة العالي لبرنامج الكومبيوتر الخاص باللجنة والمتعلق بمقارنة قاعدة بيانات الحامض النووي (DNA)، فقد تم استشارة خبراء من اللجنة فيما يتعلق بتحديد هويات ضحايا إعصار كاترينا المدمر.

2.	جنوب شرق آسيا:
- بناء على طلب حكومة تايلاند فإن اللجنة تقدم مساعدات قيمة في عملية تحديد هويات ضحايا تسونامي الذي ضرب جنوب شرق آسيا سنة 2004 وذلك من خلال خبرائنا، وباستخدام معاملنا المتخصصة في تحليل حامض DNA.
- كذلك تقدم نفس الخدمات لضحايا تسونامي بجزر المالديف.

3.	العراق:
- تم التبرع بنظام إدارة قاعدة البيانات الخاصة بعلوم الطب الشرعي والمصمم من قبل اللجنة إلى وزارة حقوق الإنسان بشمال العراق.
- تم تدريب عدد من الخبراء من وزارة حقوق الإنسان بالعراق، كذلك عدد من الأطباء من معهد الطب العدلي ببغداد، وذلك في المراكز العلمية والميدانية التابعة للجنة بدولة البوسنة والهرسك.
- بناء على اقتراح اللجنة الدولية لشؤون المفقودين في شهر يونيو/حزيران 2004، تم ربط جمعيات الأسر العراقية في برنامج التبادل مع جمعيات أسر المفقودين مِن البوسنة والهرسك وكرواتيا وصربيا والجبل الأسود وكوسوفو، وقد تم ذلك في ديسمبر/كانون الأول 2005.
- تم استضافة ممثلي تلك الجمعيات مع بعض المسؤولين الحكوميين العراقيين للمشاركة في المؤتمر الدولي للّجنة الدولية لشؤون المفقودين حول النماذج الدولية للعدالة خلال فترات التحول، والذي عقد في سراييفو في الفترة من 8-10 ديسمبر/كانون الأول 2005.
- وما زالت العلاقات والاتصالات جارية مع المسؤولين العراقيين من أجل تقديم النصح والمشورة العلمية وكذلك التدريب لكل ما يخص قضايا المفقودين العراقيين.